# Москвич-2142 «Князь Володимир»
Москвич-Князь Володимир (заводський індекс Москвич-2142R5) легковий автомобіль третьої групи малого класу (сегмент D) з кузовом типу седан, що випускався з 1998 по 2002 роки на Автомобільному заводі імені ленінського комсомолу (АЗЛК).

## Передісторія

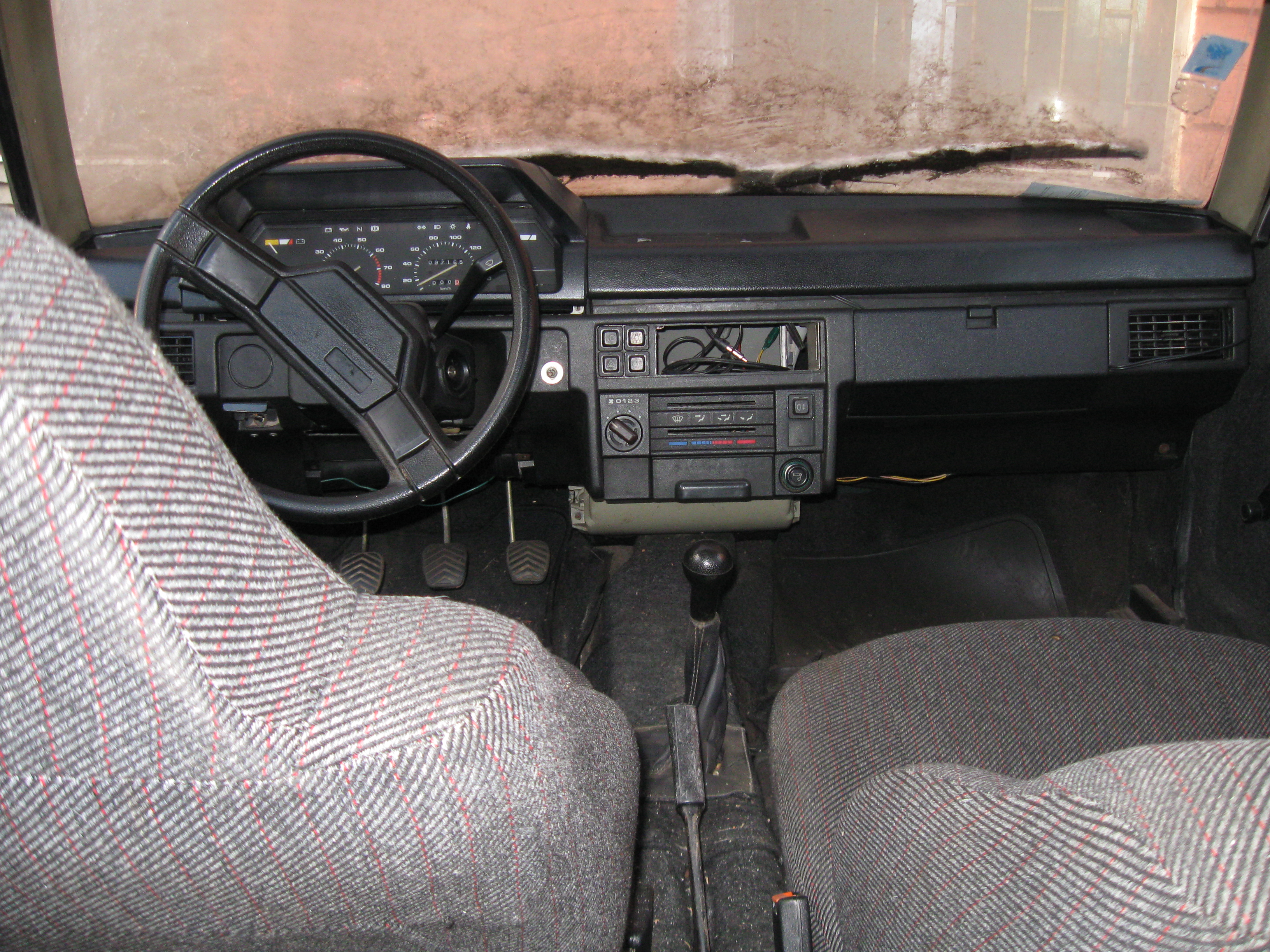
Салон

На основі базового автомобіля Москвич-2141 на АЗЛК планували налагодити випуск седана Москвич. Важливо відзначити, що роботи зі створення седана 41-го сімейства велися не одночасно з базовим хетчбеком - рішення розробляти седан на основі вже готового хетбека було прийнято пізніше, що істотно ускладнювало роботу над автомобілем. В результаті проведених робіт, в 1990 році світ побачив АЗЛК-2142. Серійное ж виробництво седана планувалося почати в 1992 році, після освоєння серійного випуску нових двигунів 414-ї серії - на цьому особливо наполягав Генеральний директор АЗЛК В. П. Коломніков, категорично не бажав повторити недавню помилку з випуском нового автомобіля «Москвич-2141» із застарілими двигунами. Вже до кінця 80-х років модель «2142» розглядалася як нова базова модель з модернізованим інтер'єром і шасі. Планувалося провести підготовчі роботи і в 1992 році поставити машину на конвеєр. Причому в проекті була передбачена установка на цю модель нового силового агрегату, об'ємом 1800 см³. АЗЛК-2142 мав злегка підретушовані зовнішність в порівнянні з хетчбеком. Були створені дещо інші бампери і решітка радіатора. Відповідно змінилася і задня частина кузова. Москвич-2142 мав профіль класичного строгого седана. Керівництво бачило в седані нову базову модель, що має оновлений інтер'єр і ходову частину. Але в зв'язку з економічним спадом і ще по ряду причин, початок серійного виробництва АЗЛК-2142 було відкладено на невизначений час, а пізніше так і не було розпочато. Всього було випущено декілька примірників Москвич-2142, багато з яких просто потрапили в приватне володіння, ставши раритетом для автоколлекціонерів і шанувальників марки.

## Історія створення
Повністю готовий до виробництва седан «2142» так і не дістався до конвеєра навіть до кінця 90-х років, залишившись втіленим лише в ряді дослідних і передсерійних машин. Тим не менш, розуміючи необхідність наявності в лінійці седана, нове керівництво АТ «Москвич», в першу чергу в особі його Генерального директора Р. Асатряна, вирішило випускати дрібними партіями подовжену версію фактично не існуючого седана. При цьому заводські маркетологи визнали доцільним позиціонувати продукцію АТ «Москвич» в середньому класі, автомобілі якого, на їхню думку, були більш рентабельні у виробництві.
Такий автомобіль успадкував колишній індекс «Москвич-2142», до якого в залежності від комплектації додавалися додаткові п'ята і шоста цифри або буквено-цифровий індекс. Новому седану було присвоєно «княже» ім'я - «Князь Володимир».
Перший «Князь Володимир» з двигуном Renault побачив світ у червні 1997 року. Головна зовнішня зміна - головна оптика фірми «Хелла». З «невидимих» змін двигун Renault F3R. Відповідно до нової концепції автомобіль отримав ім'я «Князь Володимир» і індекс 2142R5. Також на відміну від базової (але не існуючої серійно) моделі 2142, новий «Володимир» довший на 200 мм, що збільшило простір в салоні.
Автомобілі «Князь Володимир», як і всі Москвичі, відрізнялися хорошою плавністю ходу. Причому «Князь Володимир» стояв ще плавнішим - цьому сприяла довга база автомобіля.
Ще на відміну від базового Москвич-2141 автомобіль став тихішим - його капот і щит моторного відсіку були обклеєні панелями шумоізоляції. Також цьому сприяв установлюваний на автомобіль двигун Renault F3R.
Як додаткове обладнання на «Князь Володимир» встановлювалися: гідропідсилювач рульового управління ZF, кондиціонер, електропривід зовнішніх дзеркал заднього виду, електросклопідйомники, центральний замок дверей, стереомагнитола з програвачем компакт-дисків, литі диски коліс.
Також в останні роки існування заводу Москвич Князь Володимир оснащувався французькими двигунами Renault F4 і F7R і повнопривідною незалежною трансмісією, правда не серійно.
Крім французького двигуна на автомобіль ставили карбюраторні двигуни ВАЗ і УЗАМ. 
Всього було випущено близько півтора тисяч таких седанів. Автомобіль зняли з виробництва в 2002 році.

## Модернізації
З метою стимулювання попиту на «Князя Володимира» в 2000 році був розроблений проект його рестайлінгу - було змінено оформлення передньої і задньої частин кузова Задня підвіска зі скручується балкою була замінена незалежної трьохважеля підвіскою, а як силовий агрегат передбачалося використовувати двигун Renault F4R потужністю 140 к.с. Чи був побудований дослідний зразок рестайлінгового автомобіля, автору невідомо.

## Опис конструкції
Москвич-2142 «Князь Володимир» - це чотирьохдверний седан-стрейч. Сама модель «Князь Володимир» відрізняється збільшеною колісною базою на 200 мм, новим капотом, вузькими фарами головного світла фірми «HELLA», додаткової вставкою між бампером і фарами, нової облицюванням радіатора. Новий передок був перенесений на все сімейство Москвичів. Кузов основний «сорок першої» моделі із зміненим передком став іменуватися Москвич-2141 «Святогор».
Більшість випущених автомобілів оснащувалися 2-літровим двигуном Renault F3R. Були розроблені модифікації Москвич-2142 з 16-клапанними двигунами об'ємом 2,0 л. Renault F7R або F4R. Існували навіть повнопривідні модифікації, що мали позначення 2144, з самими потужними двигунами.
Як і «Юрій Долгорукий», новий «Князь» був подовжений по відношенню до базового шасі 41-го «Москвича» за допомогою врізки позаду задньої стійки 200 мм вставки Як додаткове устаткування на Москвич-2142 «Князь Володимир» встановлювалися: гідропідсилювач керма ZF, кондиціонер, електропривід зовнішніх дзеркал, електросклопідйомники, центральний замок, магнітола на компакт-дисках, литі диски коліс. Також збільшився обсяг багажника за рахунок збільшення заднього свеса. Задні стійки даху «Князя Володимира» стали значно масивніший порівняно зі спочатку задумувалися у «Москвича-2142». «Князь Володимир» отримав набагато зручніший для задніх пасажирів салон - без проблем ззаду розміщувалися люди двометрового росту і їх коліна при цьому не стосувалися передніх сидінь. З спинки заднього сидіння відкидався підлокітник, розділяючи сидіння на два посадочні місця. У стелі були розміщені плафони індивідуального освітлення. Автомобіль був укомплектований електричними склопідйомниками. Частина автомобілів була обладнана кондиціонером, але при всьому цьому передня панель і кермо залишилися колишніми.

### Двигуни
Бензинові
- 1.7 л УЗАМ-3317 86 к.с. 133 Нм
- 2.0 л Renault-F3R 113 к.с. 168 Нм
- 2.0 л Renault-F4R 141 к.с. 188 Нм
- 2.0 л Renault-F7R 147 к.с. 188 Нм

## Використання
Заводчани намагалися позиціонувати автомобіль як службовий для керівників середньої ланки, проте його вартість явно не відповідала його споживчим якостям і автомобіль не користувався попитом. Навіть московська мерія, що була на той момент, по суті, основним акціонером АТ «Москвич», закупила лише одну партію седанів «Князь Володимир», відмовившись від їх придбання в подальшому.

## Оцінка
Зазначимо, що прототипи седана АЗЛК-2142 постійно створювалися в 90-х роках. Серійний випуск варіанта з популярним в країні кузовом седан міг мати значний комерційний успіх і можливо, надалі запобіг би крах заводу.
 [Архівовано 15 травня 2021 у Wayback Machine.] - прайс-лист на автомобілі «Москвич».